# Cadran polaire

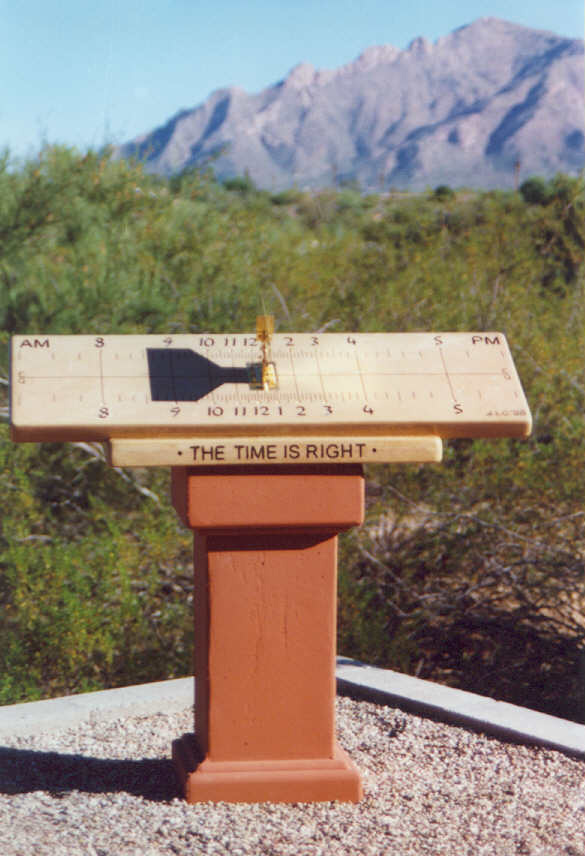
Cadran polaire à Tucson (Arizona).

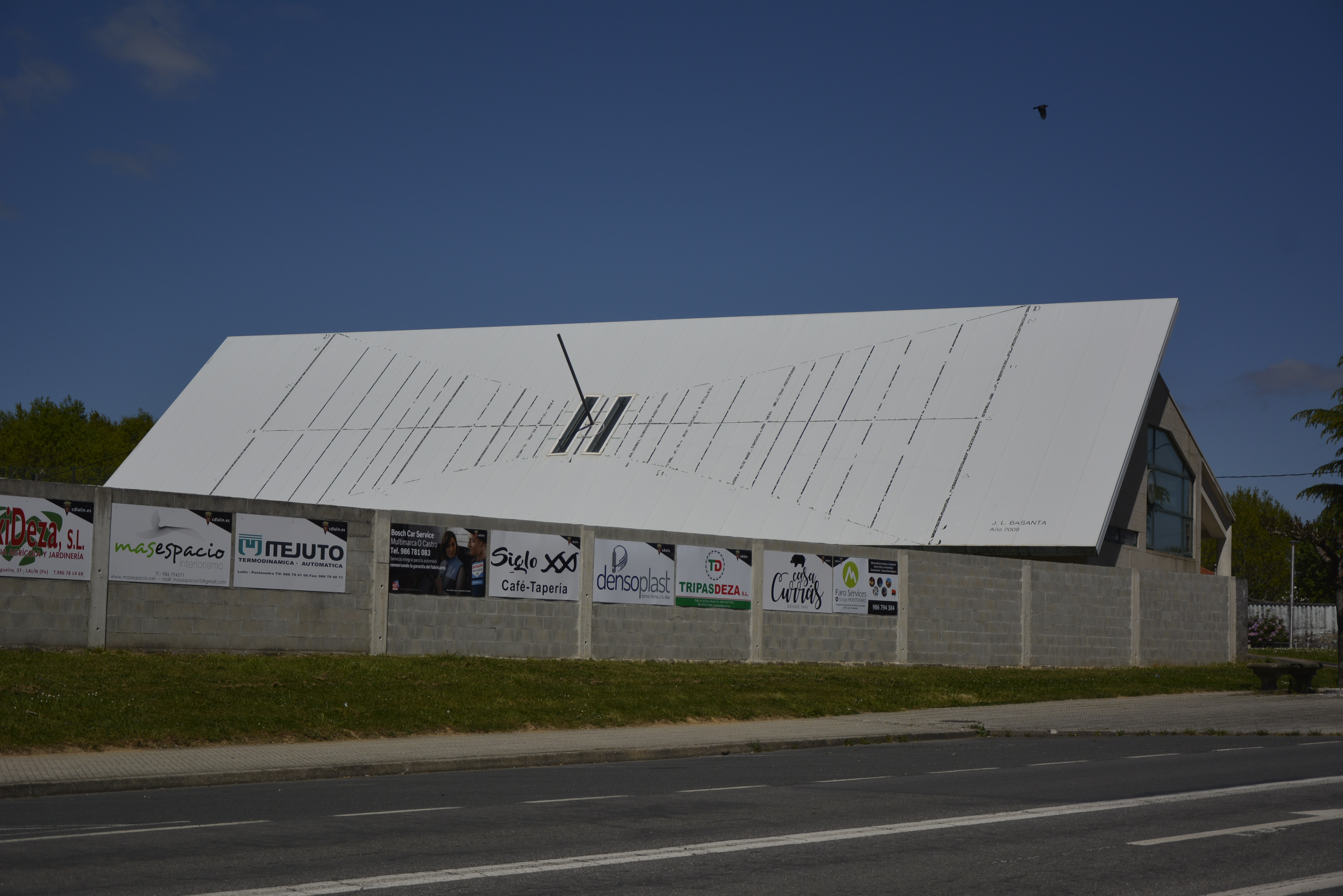
Cadran solaire polaire monumental à Lalín (Espagne).

Un cadran polaire est un cadran solaire dont le style, parallèle à l'axe des pôles, est aussi parallèle à la table. Celle-ci est donc inclinée par rapport à l'horizontale, d'un angle égal à la latitude du lieu, et orientée perpendiculairement à la méridienne du lieu. Placé au pôle, le cadran polaire devient vertical. À l'équateur, il devient horizontal.
Les lignes horaires sont toutes parallèles entre elles, et leur distance {\displaystyle d} par rapport à la ligne de 12 h sur l'équinoxiale est donnée par la relation
{\displaystyle d=\alpha \tan H,\,}
avec {\displaystyle \alpha } la hauteur du style par rapport à la table, et {\displaystyle H} l'angle horaire par rapport à midi. La distance entre les lignes de 9 h et de 12 h ainsi que celle entre les lignes de 12 h et 15 h sont donc égales à la hauteur du style.
L'avantage du cadran polaire est que son tracé est indépendant de la latitude du lieu : il ne dépend que de la hauteur du style par rapport à la table.
On peut se servir du cadran polaire comme d'un calendrier en ajoutant au style un repère fixe dont la position de l'ombre sera évaluée par rapport aux hyperboles diurnes de jours particuliers (équinoxes, solstices…).